# Yūsha Ō Gaogaigar
Yūsha Ō Gaogaigar (勇者王ガオガイガー?) lett. Gaogaigar, il re dei coraggiosi, è una serie televisiva anime di genere mecha di 49 episodi prodotto dalla Sunrise nel 1997 sotto la direzione di Yoshitomo Yonetani. L'anime è l'ultimo delle serie Yūsha prodotte dalla Takara e dalla Sunrise ed è stato seguito dalla serie OAV Gaogaigar FINAL.

## Trama
La serie è ambientata nel 2005, due anni dopo che la prima forma di vita extraterrestre identificata, classificata come EI-01, si schiantò sulla Terra e assorbì un gran numero di macchine prima di sparire senza lasciare traccia. Dopo l'incidente il governo giapponese creò un'organizzazione con lo scopo di combattere possibili minacce aliene, chiamata GGG (pronuncia Three Gi) e situata sotto G-Island nella baia di Tokyo. Alieni parassiti chiamati Zonderian hanno iniziato ad apparire: usando il Metallo Zonder, possono assimilare vari tipi di materia per formare mostri meccanici chiamati Zonder, che usano esseri umani imprigionati dentro di loro come fonte di energia.
La GGG ha tre armi per combattere la minaccia dei Zonderian. Galeon, un leone robotico senziente di origini aliene, il bambino alieno Mamoru Amami che è stato consegnato da Galeon a una coppia di terrestri otto anni prima e il cyborg Guy Shishiō, la cui vita è stata salvata da Galeon due anni prima. Guy Shishiō è capace di fondersi con Galeon formando il robot Gaigar che combinato con le GaoMachines, diventa il super robot Gaogaigar, capace di sconfiggere gli Zonder recuperando i loro cuori in modo che vengano purificati da Mamoru per liberare i prigionieri umani.

## Colonna sonora
Tema di apertura
- "Yūsha ō tanjō!" (勇者王誕生!?) (lett. È nato il re dei coraggiosi) cantata da Masaaki Endō (遠藤正明?, Endō Masaaki)

Tema di chiusura
- Itsuka hoshi no umi de (いつか星の海で?) (lett. Un giorno, in un mare di stelle) cantata da Satoko Shimonari (下成佐登子?, Shimonari Satoko)

## Episodi
| Nº | Giapponese 「Kanji」 - Rōmaji                       | In onda           | In onda |
| Nº | Giapponese 「Kanji」 - Rōmaji                       | Giapponese        |         |
| 1  | 「勇者王誕生!」 - Yūsha-oh Tanjō!                   | 1º febbraio 1997  |         |
| 2  | 「緑の髪の少年」 - Midori no Kami no Shōnen         | 8 febbraio 1997   |         |
| 3  | 「聖なる左腕」 - Seinaru Hidari Ude                 | 15 febbraio 1997  |         |
| 4  | 「逃亡者ゾンダー」 - Tōbōsha Zondar                 | 22 febbraio 1997  |         |
| 5  | 「青と赤」 - Ao to Aka                              | 1º marzo 1997     |         |
| 6  | 「その名は超竜神」 - Sono Na wa ChoRyuJin           | 8 marzo 1997      |         |
| 7  | 「黒の300を追え!」 - Kuro no San-Hyaku wo Oe        | 15 marzo 1997     |         |
| 8  | 「太陽が消える日」 - Taiyō ga Kieru Hi              | 22 marzo 1997     |         |
| 9  | 「素粒子ZO」 - Soryūshi Zetto Zero                  | 29 marzo 1997     |         |
| 10 | 「光届かぬ世界」 - Hikari Kodokanu Sekai            | 5 aprile 1997     |         |
| 11 | 「イゾルデの門」 - Izolude no Mon                   | 12 aprile 1997    |         |
| 12 | 「明日」 - Ashita                                   | 19 aprile 1997    |         |
| 13 | 「カインの遺産」 - Cain no Isan                     | 26 aprile 1997    |         |
| 14 | 「霧が呼ぶ渓谷」 - Kiri ga Yobu Keikoku             | 3 maggio 1997     |         |
| 15 | 「狙われたGGG」 - Nerawareta GGG                    | 10 maggio 1997    |         |
| 16 | 「正午の悪魔」 - Shōgo no Akuma                     | 17 maggio 1997    |         |
| 17 | 「空間を制する者」 - Kūkan wo Seisuru Mono          | 24 maggio 1997    |         |
| 18 | 「約束は光の彼方」 - Yakusoku wa Hikari no Kanata   | 31 maggio 1997    |         |
| 19 | 「亡ぶべき右腕」 - Horobubeki Migi Ude              | 7 giugno 1997     |         |
| 20 | 「ゾンダー先生」 - Zondar Sensei                    | 14 giugno 1997    |         |
| 21 | 「金色の破壊神」 - Konjiki no Hakaishin             | 21 giugno 1997    |         |
| 22 | 「汚されし空へ」 - Kegasareshi Sora e               | 28 giugno 1997    |         |
| 23 | 「マイク13」 - Maiku 13                             | 5 luglio 1997     |         |
| 24 | 「はずされた鍵(プロテクト)」 - Hazusareta "Project" | 12 luglio 1997    |         |
| 25 | 「滅びの声」 - Horobi no Koe                        | 19 luglio 1997    |         |
| 26 | 「次元を越えて」 - Jigen o Koete                    | 26 luglio 1997    |         |
| 27 | 「大東京消滅!」 - Dai Tokyo Shōmetsu                | 2 agosto 1997     |         |
| 28 | 「激突!機界四天王」 - Gekitotsu! Hakaishiten-Oh     | 9 agosto 1997     |         |
| 29 | 「火の鳥」 - Hi no Tori                             | 16 agosto 1997    |         |
| 30 | 「勇者、暁に死す!」 - Yūsha, Akatsuki ni Shisu!     | 23 agosto 1997    |         |
| 31 | 「さらばGGG」 - Saraba GGG                          | 30 agosto 1997    |         |
| 32 | 「逆襲機界31原種」 - Gyakushū! Kikai 31-Genshu      | 13 settembre 1997 |         |
| 33 | 「氷点下への出航(たびだち)」 - Hyōtenka Shukkō      | 20 settembre 1997 |         |
| 34 | 「勇者復活!」 - Yūsha Fukkatsu                      | 27 settembre 1997 |         |
| 35 | 「風と雷」 - Kaze to Ikazuchi                       | 4 ottobre 1997    |         |
| 36 | 「その名は撃龍神」 - Sono Na wa GekiRyuJin          | 11 ottobre 1997   |         |
| 37 | 「カイン来迎」 - Cain Raigō                         | 18 ottobre 1997   |         |
| 38 | 「暗黒の大決戦」 - Ankoku no Daikessen              | 25 ottobre 1997   |         |
| 39 | 「機界最強7原種」 - Kikai Saikyō 7-Ganshu           | 8 novembre 1997   |         |
| 40 | 「星の子供たち」 - Hoshi no Kodomotachi             | 15 novembre 1997  |         |
| 41 | 「遥かなる凱歌」 - Harukanaru Gaika                 | 22 novembre 1997  |         |
| 42 | 「太古からの帰還」 - Taiko kara no Kikan            | 29 novembre 1997  |         |
| 43 | 「幻竜神・強竜神」 - GenRyuJin, GoRyuJin            | 6 dicembre 1997   |         |
| 44 | 「終焉序曲」 - Shūen Jokyoku                        | 13 dicembre 1997  |         |
| 45 | 「G.G.G.、木星へ!」 - GGG, Mokusei e                | 20 dicembre 1997  |         |
| 46 | 「勇気ある者」 - Yūki aru Mono                      | 27 dicembre 1997  |         |
| 47 | 「機界昇華終結」 - Kikai Shōka Shūketsu             | 10 gennaio 1998   |         |
| 48 | 「命」 - Inochi                                     | 24 gennaio 1998   |         |
| 49 | 「いつか星の海で」 - Itsuka Hoshi no Umi de         | 31 gennaio 1998   |         |